# Danny Watts

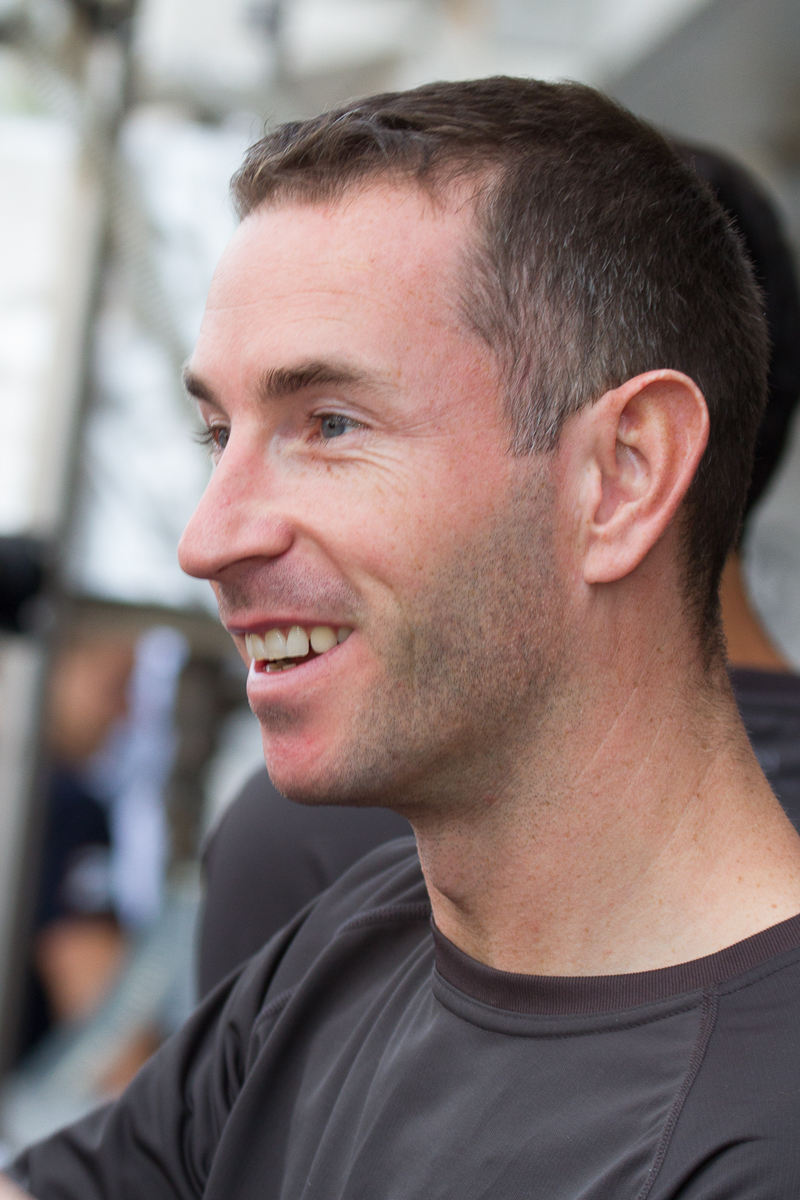
Watts in 2012

Danny Watts (Aylesbury, 31 december 1979) is een Brits autocoureur.
Watts startte in 1993 met karting, waar hij na vijf jaar in 1998 mee stopte om in de Formule First UK deel te nemen, waar hij met 12 overwinningen domineerde. Hij nam ook deel aan de Formule Palmer Audi Winter Series, in voorbereiding voor de hoofdserie van de FPA het jaar daarop.
In 2000 ging hij een stap omhoog naar de Formule Renault BARC, waar hij de teamgenoot was van Kimi Räikkönen. In zijn derde jaar in de Formule Renault won hij het kampioenschap met 6 overwinningen.
Watts klom opnieuw een tree in 2003, toen hij ging rijden in het Britse Formule 3-kampioenschap voor HiTech Racing. In hetzelfde jaar behaalde hij zijn eerste overwinning in de tweede race op Castle Combe, waar hij in de eerste race uitviel. In 2004 werd hij de eerste coureur in elf jaar die een ronde wint in de Britse F3 zonder een auto van Dallara.
2005 was een gemixt jaar voor Watts. Hij kon niet verder rijden in de Formule 3, dus reed hij een handvol races in meerdere raceklassen. Hetzelfde gebeurde in 2006, maar maakte een korte terugkeer naar de Formule 3 in de voorlaatste race van dat seizoen, op Thruxton, voor het team Räikkönen Robertson Racing (met als co-eigenaar voormalig Formule Renault-teamgenoot Kimi Räikkönen). In die race domineerde Watts en won.
In 2006 reed hij in de Porsche Carrera Cup voor Redline Racing. Hij deelde deze auto met Richard Westbrook, maar nadat Westbrook 8 overwinningen boekte, ging hij alleen verder in de auto.
In 2007 reed Watts voor Team LNT in de Le Mans Series. Hij reed ook de rookiesessies voor A1 Team Groot-Brittannië in de A1GP in het seizoen 2007-08.
In 2008 heeft hij getekend bij SAS Lechner Racing met als teamgenoot Damien Faulkner in een kampioenschap in het voorprogramma van de Formule 1, de Porsche Supercup.
Watts heeft momenteel een relatie met BTCC-coureur Fiona Leggate.
In het seizoen 2008-09 rijdt Watts voor A1 Team Groot-Brittannië in de A1GP vanaf de tweede race, waar hij tweemaal als derde finishte.

## A1GP-uitslagen
- Races vetgedrukt betekent pole positie

| Jaar    | Inschrijving             | 1       | 2       | 3         | 4         | 5          | 6          | 7       | 8       | 9          | 10        | 11      | 12      | 13      | 14      | Rang | Punten |
| ------- | ------------------------ | ------- | ------- | --------- | --------- | ---------- | ---------- | ------- | ------- | ---------- | --------- | ------- | ------- | ------- | ------- | ---- | ------ |
| 2008-09 | A1 Team Groot-Brittannië | NED SPR | NED FEA | CHI SPR 3 | CHI FEA 3 | MAL SPR NF | MAL FEA 16 | NZL SPR | NZL FEA | RSA SPR NF | RSA FEA 7 | POR SPR | POR FEA | GBR SPR | GBR FEA | 10   | 28     |